# Henryk Reniger
Henryk Reniger (ur. w 1919 w Wilnie, zm. 17 maja 1989) – polski prawnik, profesor nauk prawnych, nauczyciel akademicki Uniwersytetu Marii Curie-Skłodowskiej w Lublinie i innych uczelni, specjalista w zakresie prawa finansowego, w latach 1981–1982 dziekan Wydziału Prawa i Administracji Uniwersytetu Marii Curie-Skłodowskiej w Lublinie.

## Życiorys
Przed wybuchem II wojny światowej rozpoczął studia na Wydziale Prawa Uniwersytetu Stefana Batorego w Wilnie. W okresie okupacji był żołnierzem Armii Krajowej (VI Brygada AK). Studia prawnicze dokończył na Wydziale Prawa i Administracji Uniwersytetu Mikołaja Kopernika w Toruniu, uzyskując tam w 1948 tytuł magistra prawa. W latach 1947–1949 był zatrudniony w Katedrze Prawa Finansowego na tym wydziale. W latach 1949–1956 pracował na Wydziale Prawa Uniwersytetu Warszawskiego, gdzie uzyskał stopień naukowy doktora nauk prawnych.
W 1956 został zatrudniony na Uniwersytecie Marii Curie-Skłodowskiej w Lublinie, z którym był związany do końca życia. Był współorganizatorem Wydziału Ekonomicznego. 
Uzyskał stopień doktora habilitowanego oraz tytuł naukowy profesora.
Przez 30 lat był kierownikiem Katedry Prawa Finansowego Wydziału Prawa i Administracji UMCS, a w latach 1981–1982 dziekanem tego wydziału. Ze stanowiska dziekana został zwolniony w stanie wojennym ze względu na zaangażowanie w działalność NSZZ „Solidarność” (brał udział w strajku na terenie UMCS odbywającym się pod koniec 1981). W 1984 został kierownikiem Katedry Prawa Finansowego na Wydziale Prawa Kanonicznego i Świeckiego Katolickiego Uniwersytetu Lubelskiego. Był członkiem Komitetu Obywatelskiego na Lubelszczyźnie.

## Wybrane publikacje
- System finansowy przedsiębiorstw państwowych w warunkach reformy gospodarczej (1984)
- Zasady gospodarki finansowej przedsiębiorstw państwowych (1979)
- Finanse przedsiębiorstw przemysłowych (1977, 1979)
- Finanse i prawo finansowe (współautorzy: Eligiusz Drgas, Jan Głuchowski, 1977)
- System finansowy państwowych przedsiębiorstw przemysłowych w PRL (1972)
- Problem podstawy wymiaru w socjalistycznym podatku rolniczym okresu przejściowego (1962, 1963)
- Dochody państwowe : materiały uzupełniające (1955, 1957, 1958)
- Prawo finansowe : praca zbiorowa. Cz. 2 (współautorzy: Leon Kurowski, Jerzy Harasimowicz, Wacław Goronowski, 1953)
- Kontrola bankowa środków obrotowych (1952)
- Powojenny kredyt publiczny w Polsce (1949)[4]